# Melissodes pullatella
Melissodes pullatella är en biart som beskrevs av Laberge 1961. Melissodes pullatella ingår i släktet Melissodes och familjen långtungebin. Inga underarter finns listade i Catalogue of Life.